# Буттвиль
Буттвиль (нем. Buttwil) — коммуна в Швейцарии, в кантоне Аргау.
Входит в состав округа Мури. Население составляет 1164 человека (на 31 декабря 2007 года). Официальный код — 4231.

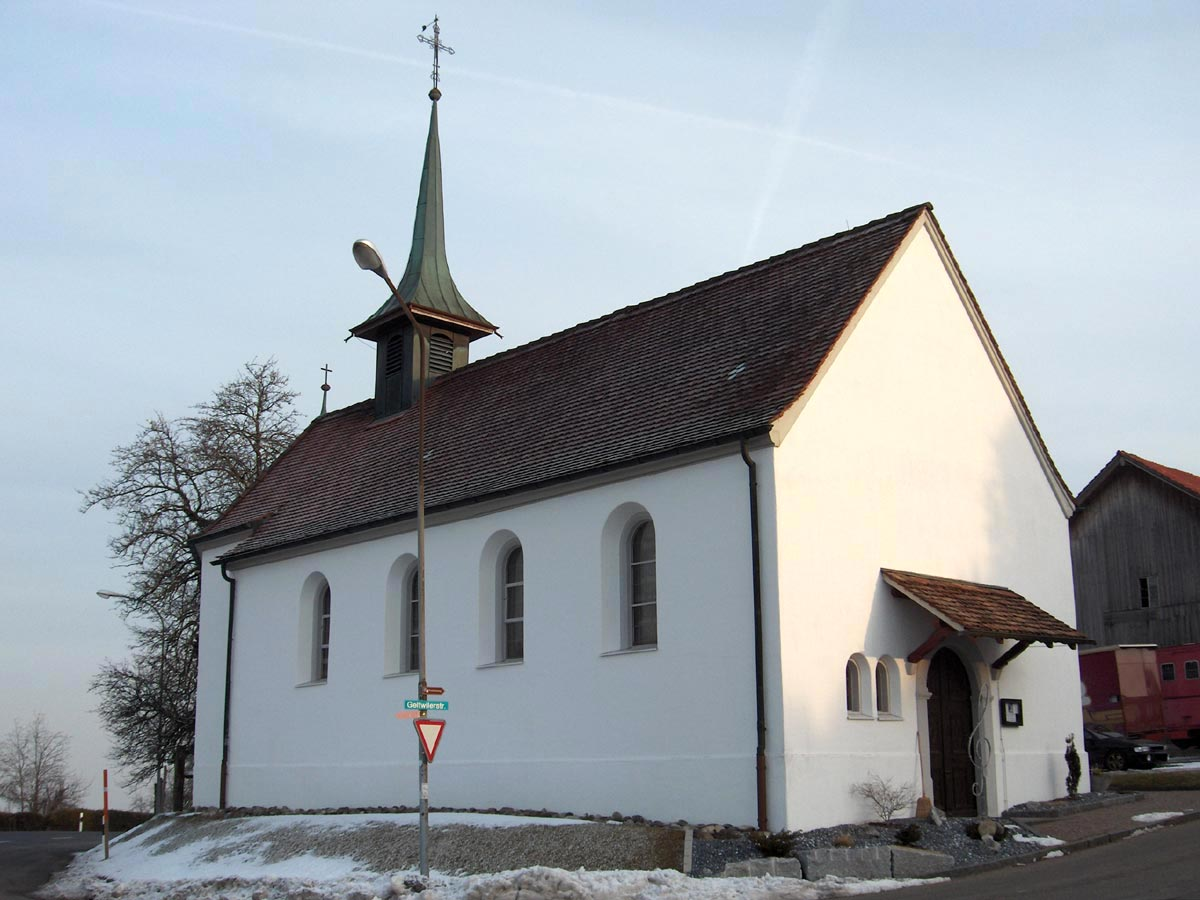
Церковь

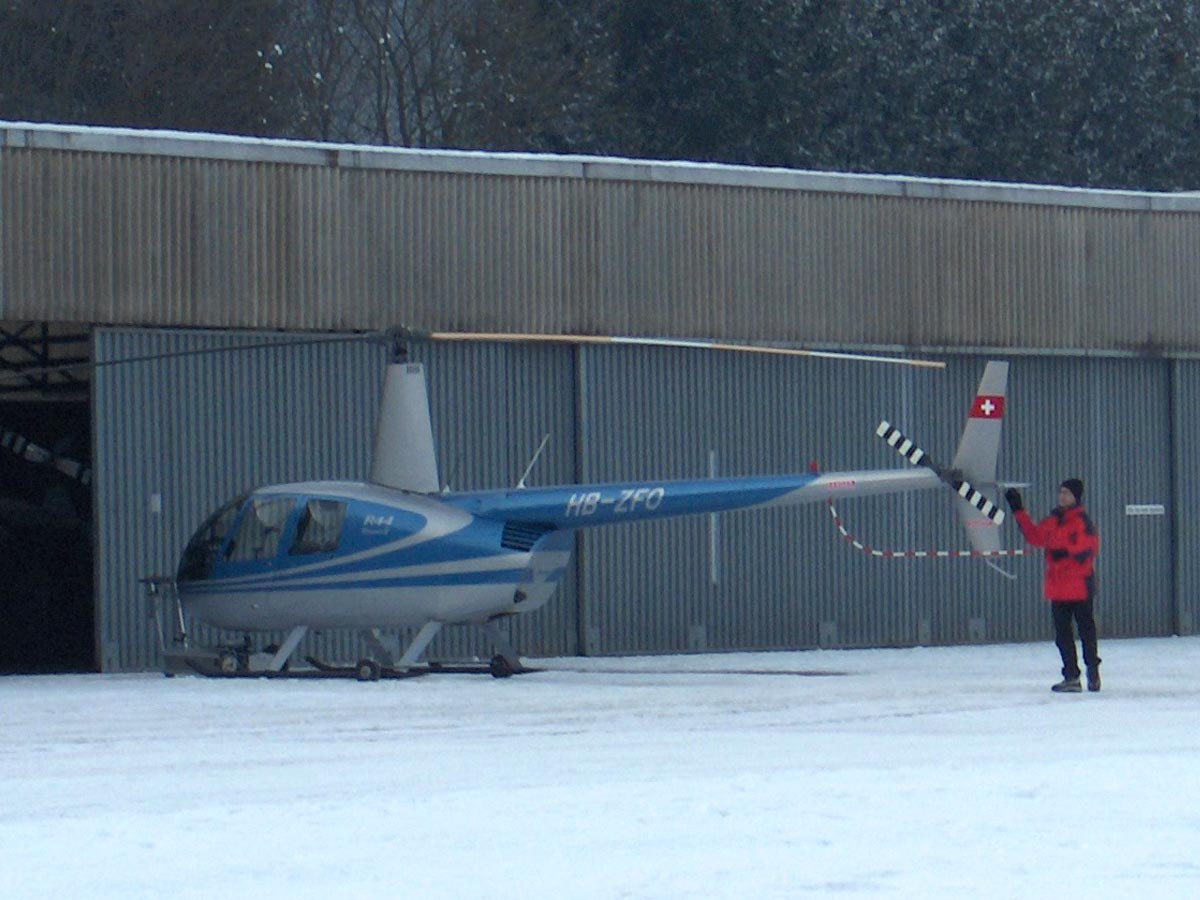
Ангар на аэродроме